# کناد بارتلز
کناد بارتلز (انگلیسی: Knud Bartels؛ زادهٔ ۸ آوریل ۱۹۵۲) نظامی و سیاست‌مدار اهل دانمارک است. وی همچنین برندهٔ جوایزی همچون نشان دنبرو و نشان ملی لیاقت شده‌است.